# Dystrykt Południowy (Izrael)
Dystrykt Południowy (hebr.: מחוז הדרום, Mehoz ha-Darom) – jeden z sześciu administracyjnych dystryktów w Izraelu. Dystrykt ma powierzchnię 14 185 km², zamieszkany jest przez 1 121 600 mieszkańców (dane z 2011), a jego stolicą jest Beer Szewa.

## Demografia
Zgodnie z danymi Izraelskiego Centrum Danych Statystycznych w 2005 roku:
- Populacja całkowita: 1 121 600 (2011)
- Podział etniczny:
  - Żydzi: 844 500 (67.8%)
  - Arabowie: 206 400 (18.3%)
- Gęstość zaludnienia: 79 os./km²

## Miasta
| Nazwa miasta   | Język hebrajski | Język arabski       | ludność (2006) |
| -------------- | --------------- | ------------------- | -------------- |
| Aszdod         | אשדוד           | إسدود/أشدود         | 207 700        |
| Beer Szewa     | באר שבע         | بئر السبع           | 185 500        |
| Aszkelon       | אשקלון          | عسقلان المجدل       | 107 100        |
| Kirjat Gat     | קריית גת        | كريات جات/كريات غات | 47 200         |
| Ejlat          | אילת            | إيلات أم الرشراش    | 46 700         |
| Rahat          | רהט             | راهط                | 40 900         |
| Dimona         | דימונה          | ديمونة              | 33 400         |
| Netiwot        | נתיבות          | نتيبوت/نتيفوت       | 25 500         |
| Ofakim         | אופקים          | أوفاكيم             | 24 600         |
| Arad           | ערד             | عراد                | 22 700         |
| Sederot        | שדרות           | سديروت              | 20 400         |
| Kirjat Malachi | קריית מלאכי     | كريات ملاخي         | 19 700         |

## Samorządy lokalne
| Pod-dystrykt | Miasta                                                          | Samorządy lokalne | Samorządy regionów                                                                                        |
| ------------ | --------------------------------------------------------------- | --- | --- |
| Aszkelon     | - Aszdod - Aszkelon - Kirjat Gat - Kirjat Malachi - Sederot     | | - Chof Aszkelon - Be’er Towijja - Chewel Jawne - Lachisz - Sza’ar ha-Negew - Sedot Negew - Szafir - Jo’aw |
| Beer Szewa   | - Arad - Beer Szewa - Dimona - Ejlat - Netiwot - Ofakim - Rahat | - Ar’ara ba-Negew - Chura - Kusejfa - Lakija - Lehawim - Metar - Micpe Ramon - Omer - Ne’ot Chowaw - Segew-Szalom - Tel Szewa - Jerocham | - Bene Szimon - Eszkol - Ha-Arawa ha-Tichona - Chewel Elot - Merchawim - Ramat ha-Negew - Tamar           |

W latach 1978–2005 w ramach Dystryktu Południowego funkcjonował Samorząd Regionalny Chof Aza, który obejmował obszar Strefy Gazy. Podległych mu było 17 osiedli w ramach bloku osadniczego Gusz Katif i 4 osiedla znajdujące się poza blokiem. W 2005 roku, kiedy miało miejsce jednostronne wycofanie ze Strefy Gazy i Północnej Samarii, wszystkie żydowskie osiedla zostały zlikwidowane.